# قطعنامه ۲۷۹ شورای امنیت
قطعنامه ۲۷۹ شورای امنیت سازمان ملل متحد که در تاریخ ۱۲ مه ۱۹۷۰ تصویب شد، سندی بین‌المللی دربارهٔ وضعیت خاورمیانه است. این قطعنامه طی نشست ۱٬۵۳۷ام
با ۱۵ موافق، ۰ مخالف و۰ ممتنع تصویب شد.